# Asplenium tadei
Asplenium tadei là một loài dương xỉ trong họ Aspleniaceae. Loài này được Fraser-Jenk. & Schneller mô tả khoa học đầu tiên năm 1987.
Danh pháp khoa học của loài này chưa được làm sáng tỏ. 